# 塚原賢治
塚原 賢治（つかはら けんじ、1965年7月4日 - ）はアスレティックトレーナー、プロ野球コーチ。現在は横浜DeNAベイスターズの寮長。東京都出身。

## 来歴
高校時代は愛知県立豊明高等学校に在籍していた。高校卒業後、日本体育大学に入学。その後、日本体育大学大学院に進学。
大学院修士課程修了後、横浜大洋ホエールズのストレングス&コンディショニングコーチとなる。
コーチとしては早朝に起床させウエイトトレーニングを課すなど、常識破りのトレーニング法で若手選手をたくましく鍛え上げている。
現在はコーチ職から離れ、DeNAベイスターズ寮の寮監（寮長）をしており若手選手の指導（人間教育 - 挨拶・礼儀等）には定評がある。
昨今、一部の若手選手の考えには、野球さえ上手くなれば私生活は適当でよい、どうでもよいという概念がある、そのような選手に日常の生活態度が大事だと説いたり、引退してからの人生の生き方も諭している。

## 背番号
- 87　（1990年 - 2009年）